# Florarna

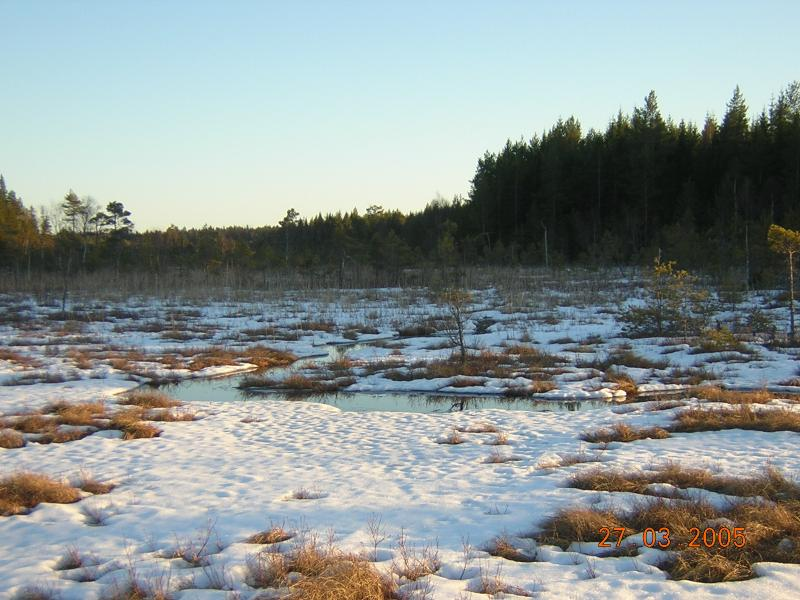
Wiosenne roztopy we Florarnie

Florarna, Flororna lub Floran – sporych rozmiarów obszar lasów i bagien w północnej części szwedzkiego regionu Uppland. Obszar leży w granicach gmin Tierp i Östhammar i jest interesujący pod względem przyrodniczym. W roku 1976, po długich zabiegach ze strony różnych organizacji ochrony przyrody koordynowanych przez Torda Ingmara, obszar objęto ochroną jako rezerwat przyrody. Dziś, rezerwat Florarna jest ze swymi blisko 5000 ha, największym pod względem powierzchni rezerwatem przyrody w regionie Uppland. Oprócz mokradeł, w obszarze parku znajdują się obszary interesujące pod względem historyczno-kulturowym. Pomiędzy dwoma starymi przysiółkami o charakterze rolniczym: Risön w części północnej i Vika w południowej, znajdują się stare zagrody i pastwiska. Również na obszarze rezerwatu znajdują się źródła zasilające system rozlewisk rzeki Forsmarksån. Rezerwat jest częścią europejskiej sieci Natura 2000. Krajobraz, flora i fauna rezerwatu są raczej niespotykane na tej szerokości geograficznej i przypominają swym charakterem północ Skandynawii, szczególnie przyrodę Norrland - północnego regionu Szwecji.

## Turystyka
Na obszarze rezerwatu wytyczono trasy turystyczne o różnej długości, często odpowiednie dla jednodniowych wycieczek. Przez rezerwat Florarna przebiega szlak turystyczny Upplandsleden (biegnący przez cały obszar regionu Uppland). Szlak ten poprowadzono we Florarnie dwoma różnymi wariantami: wschodnim i zachodnim. W wariancie wschodnim, szlak przebiega częściowo (ok. 500 m) drewnianą Kładką Królewską (oryg. Kungaspången), którą wojsko wybudowało w prezencie rocznicowym królowi Karolowi XVI Gustawowi w roku 1996. Wariant zachodni prowadzi nad mokradłem Storfloran po dwóch około 200-metrowych kładkach. W rezerwacie znajduje się też kilka miejsc przeznaczonych do odpoczynku, przystosowanych do palenia ognisk i jeden szałas.

## Flora i fauna
We Florarnie i okolicach można spotkać różne ssaki, m.in. wydrę, żbika czy kunę. Również sporo tu przedstawicieli awifauny; występują tu ptaki takie, jak: orzeł bielik, orzeł przedni, rybołów zwyczajny, nur czarnoszyi, żuraw, siewka złota, łęczak, kulik wielki, łabędź krzykliwy, cietrzew zwyczajny, głuszec zwyczajny, jarząbek zwyczajny, dzięcioł trójpalczasty, dzięciołek, dzięcioł zielony, dzięcioł zielonosiwy, dzięcioł czarny i muchołówka mała.
Z roślin występujących we Florarnie na uwagę zasługują gatunki owadożerne, m.in.: rosiczka i typowe dla terenów podmokłych jak: bagno zwyczajne, woskownica europejska, modrzewnica zwyczajna, żurawina, malina moroszka, borówka czarna, borówka brusznica, korzeniówka pospolita, gnieźnik leśny, obuwik pospolity.